# 斑馬麗體魚
斑馬麗體魚（学名：Cichlasoma zebra），為輻鰭魚綱鱸形目隆頭魚亞目慈鯛科的其中一種，其种加词“zebra”意为“有斑马状纹样的”。分布於中美洲墨西哥猶加敦半島的淡水流域，體長可達10.4公分，棲息在河川中底層水域，生活習性不明。